# Markus Söder
Markus Thomas Theodor Söder, nemški politik, * 5. januarja 1967, Nürnberg, Nemčija.
Od 16. marca 2018 je predsednik vlade svobodne dežele Bavarske in od 19. januarja 2019 predsednik stranke CSU. Söder je član bavarskega državnega parlamenta od leta 1994 dalje. V letih 2007–2008 je bil bavarski državni minister za zvezne in evropske zadeve, od 2008 do 2011 bavarski državni minister za okolje in zdravje in od 2011 do 2018 bavarski državni minister za finance, regionalni razvoj in domovino.

## Življenje

### Družina in zasebno življenje
Njegov oče Max Söder († 2002) je bil zidar,   mati Renate roj. Söder († 1994) pa je vodila majhno gradbeno podjetje v Nürnbergu.   Iz sedemletne zveze v devetdesetih letih ima Söder hčerko (* 1998).  Leta 1999 je poročil Karin Baumüller-Söder, diplomantko poslovne administracije s katero ima hčerko (* 2000) in dva sinova (* 2004, * 2007). Kot študent se je Söder član pridružil bratovščini Teutonia v Schwarzburgbundu. Kot najstnik je igral tenis.  Söder živi v svojem rojstnem kraju Nürnbergu in je protestant. Do aprila 2018 je bil član deželne sinode na Bavarskem .

### Izobrazba in poklicna dejavnost
Leta 1977 je Söder začel z gimnazijo Dürer v Nürnbergu. Po končani gimnaziji leta 1986 (povprečna ocena 1,3)  je služil vojsko v Transportnem bataljonu 270 v Nürnbergu. Leta 1987 je začel s študijem prava na Univerzi Friedrich-Alexande Erlangen-Nürnberg kot štipendist fundacije Konrad-Adenauer. Po položenem prvem državnem izpitu leta 1991 je bil Söder eno leto znanstveni sodelavec na Ministrstvu za državno, upravno in kanonsko pravo na Univerzi v Erlangenu-Nürnbergu.Leta 1998 je Söder na univerzi v Erlangen-Nürnbergu promoviral v naslov dr. iur. z disertacijo Od starih nemških pravnih tradicij do narekov sodobne skupnosti. Razvoj občinske zakonodaje na Bavarskem na desnem bregu Rena med leti 1802 in 1818
V letih 1992 - 1993 je bil pripravnik v Bayerischer Rundfunk (BR), nato pa je do leta 1994 delal kot urednik pri BR v Münchnu. Leta 2003 je Söder poleg mandata v državnem parlamentu bil odgovoren za korporativne komunikacije v centrali holdinga Baumüller  svojega tasta Günterja Baumüllerja. 

### Mlada Unija
Kot najstnik je Söder občudoval tedanjega bavarskega premierja Franza Josefa Straussa : »Strauss, sposoben kot kaka ura, ta titan besed, mi je bil zelo všeč. Imel sem celo ogromen Straussov plakat, skoraj večji od življenja. Doma sem imel v sobi na poševni strop nalepljen njegov plakat. Tako da ko sem se zbudil, sem najprej zagledal Straussa na stropu. Pozneje to ni bilo več tako enostavno, ko je bila sem in tja pri meni prijateljica in je tudi njej Strauss najprej padel v oči [.. . ] Toda Strauss mi je bil zelo všeč. » Söder je leta 1983 postal član CSU in Junge Union (JU - mladi Union). Član JU je ostal vse do mejne starosti leta 2003 in od 1995 do 2003 je bil državni predsednik bavarske JU.

### Strankarska kariera v CSU
Od leta 1997 do 2008 je bil Söder predsednik okrožnega združenja CSU Nürnberg-Zahod. Od leta 1995 je član predsedstva CSU. Leta 2000 je bil imenovan za vodjo komisije za medije CSU.Od 17. Novembra 2003 do 22. Oktobra 2007 je bil Söder generalni sekretar CSU in član delovne skupine, ki je pripravila vladni program strank CDU in CSU za volitve v Bundestag leta 2005.Leta 2008 je Söder na mestu predsednika okrajne enote CSU v Nürnbergu-Fürth-Schwabachu nasledil Güntherja Becksteina, ki je bil izvoljen za predsednika vlade. Leta 2015 je okrožni kongres CSU z 98% potrdil za predsednika okrajne CSU. 19. Januarja 2019 je konferenca CSU v Münchnu z 87,4 odstotka glasov Söderja izvolila za naslednika Horsta Seehoferja na mestu predsednika CSU.  Je prvi protestantski predsednik CSU.

### Javne funkcije
Söder je član bavarskega državnega parlamenta v volilnem okraju Nürnberg-Zahod od leta 1994. Od leta 1999 do 2003 je bil Söder namestnik predsednika študijske komisije "Z novo energijo v novo tisočletje" in kot generalni sekretar CSU med leti 2003 in 2007 član upravnega odbora poslanske skupine CSU.
16. oktobra 2007 je Söder prisegel kot državni minister za zvezne in evropske zadeve v kabinetu Becksteina. Po državnih volitvah na Bavarskem leta 2008 je bil imenovan za državnega ministra za okolje in zdravje v kabinetu Seehoferja. 1. novembra 2011 je nasledil Georga Fahrenschona na položaju bavarskega ministra za finance. V kabinetu Seehofer II je bil od oktobra 2013 državni minister za finance, regionalni razvoj in domovino.
Po večmesečnem boju za oblast med Söderjem in premierjem Horstom Seehoferjem je Seehofer 4. decembra 2017 sporočil, da bo v prvem četrtletju 2018 odstopil z mesta bavarskega predsednika vlade, pri tem pa obdržal mesto predsednika CSU. Seehofer je svoj napovedani odstop z mesta predsednika vlade v pisni obliki navedel sporočil v začetku marca z veljavnostjo 13. marca 2018.  
16. Marca 2018 je bil Söder z absolutno večino 99 od 169 ob prvem glasovanju oddanih glasov izvoljen za predsednika vlade v bavarskem parlamentu. 64 poslancev je glasovalo z ne, 4 so se vzdržali, 2 glasova sta bila neveljavna. 
4. Decembra 2017 ga je poslanska skupina CSU enoglasno nominirala za vršnega kandidata za volitve v bavarsko parlament 2018. Sklep je potrdil tudi izvršni direktor stranke CSU.  Söder je bil uradno 16. decembra 2017 na konferenci strank CSU v Nürnbergu nominiran za kandidata.  Na državnih volitvah 14. Oktobra 2018 je CSU izgubil absolutno večino, vendar je z 37,2 % glasov obdržala mesto najmočnejše stranke. Vendar je šlo za najslabši državni izid CSU od leta 1950 dalje . Söder je oblikoval koalicijo s svobodnimi volivci ( kabinet Söder II ).Novembra je bil z 110 od 204 oddanih glasov ponovno izvoljen za predsednika vlade. 

### Funkcije v nadzornih svetih in drugih organih
Söder je član svetovalnega odbora za internet bavarske deželne vlade. Do decembra 2008 je bil Söder tudi član sveta televizije ZDF. Söder je od leta 2007 do 2011  član nadzornega sveta 1. FC Nürnberg naprej; od leta 2011 je aktiven član svetovalnega odbora združenja.  Söder je stalni član nadzornega sveta Sejem Nürnberg in je tudi predsednik nadzornega sveta, izmenoma z nekdanjim županom Nürnberga Ulrichom Malyjem. Bil je v nadzornem svetu družbe Letališče Nürnberg GmbH in mu predsedoval med marcem 2017 in julijem 2018.  Bil je tudi predsednik nadzornega sveta družbe Letališče München GmbH. 
Markus Söder se je do izvolitve za predsednika vlade med pustom kot vsak drug politik kostumiral. Na televizijskem Karnevalu v Frankoniji leta 2010 je nastopil kot čarovnik Gandalf, leta 2011 kot Paul Stanley iz rock skupine Kiss in leta 2012 skupaj s svojo ženo kot punker.  2013 se je ob isti priložnosti pojavil kot Drag Queen,  2014 kot Shrek,  2015 kot Mahatma Gandhi, 2016 kot Edmund Stoiber, 2017 skupaj z ženo kot Homer in Marge Simpson in 2018 kot bavarski princ regent Luitpold. V nastopih po izvolitvi za predsednika vlade je nastopil 22. februarja 2019 v obleki in z barvnim metuljčkom, brez dodatnega kostumiranja - kar je utemeljil s svojim novim položajem. 

## Politična stališča in polemike
Söder je kot generalni sekretar CSU doživljal kritike ne le od političnih nasprotnikov, zaradi svojega političnega sloga je il včasih sporen tudi v CSU. Očitali so mu, da je preveč poudarjal populistična vprašanja, na primer ko se je zavzemal za nadaljnji obstoj otroškega programa Unser Sandmännchen na nemški televiziji in da je v razpravi o boljši integraciji priseljencev predlagal, da se na nemških šolah uvede petje nemške himne.
Po nastopu na položaj evropskega ministra oktobra 2007 (kabinet Beckstein ) je Söder želel izboljšati prepoznavnost vsebin na področjih okoljske politike in genskega inženiringa. Kritiziral je stališča kanclerke Angele Merkel in CDU o genskem inženiringu. Hkrati je bil Söder do Zelenih razmeroma odprt.

### Medkulturnost in begunska kriza
Leta 2004 se je Söder izrekel proti pristopu Turčije k EU in za sporno prepoved naglavnih rut za učiteljice v bavarskih šolah. Aprila 2004 je dejal, da v šole spada "križ, ne pa rute", in zatrdil, da so se "izgubile tipične nemške vrline, kot so pripravljenost potruditi se, biti točen in discipliniran".  Söder je leta 2007 izjavil, da je proti "napačno razumljenemu dialogu brez rezultatov" z muslimanskimi priseljenci. Zahteval je, da se mora vsak, ki želi stalno živeti v Nemčiji, v celoti držati lokalnih vrednot. Tisti, ki tega ne priznajo, tu nimajo prihodnosti.  2010 je Söder zagovarjal prepoved nositi nihab in burke. 
V luči begunske krize leta 2015 je Söder izrazil dvome o tustavni pravici do azila. Kritiziral je kanclerko Angelo Merkel in pozval k boljši zaščiti evropskih zunanjih meja.  Zaradi tega je ugibal o morebitnih ograjah na meji z Avstrijo,  kar je šef stranke CSU Horst Seehofer zavrnil.  ker je svoje stališče glede vprašanja azila povezal s terorističnimi napadi 13. Novembra 2015 v Parizu je ponovno doživel kritike Seehoferja in drugih politikov Unije.   
Marca 2018 se je Söder v intervjuju za ZDF strinjal z izjavo Horsta Seehoferja, da islam ne spada v Nemčijo. Hkrati pa je poudaril, da muslimani, ki so živeli v Nemčiji, plačevali davke, delali in trudili ter se držali nemških vrednot, predstavljajo sestavni del družbe. 

### Družinska politika
Leta 2018 je Söder pozval k ohranitvi tradicionalnih vrednot, ko gre za vrtce : "Seveda imamo in ohranjamo osnovne vrednote, ki smo si jih zastavili tudi kot idealen cilj. Poroka in družina sta tisto, kar si večina ljudi želi in k čemur stremi v življenju. Del naše državljanske strpnosti je, da imamo svoje vrednote in želimo živeti po njih. " 

### Politika trga dela
Leta 2006 se je Söder zavzel za to, da se dovoli več zavezništev med podjetji v sistemu splošne kolektivne pogodbe in da se sprosti zaščito pred odpovedjo za nova delovna mesta, da bi se tako razširila možnost za zaposlitve za določen čas. Zavrnil je uvedbo zakonsko določene minimalne plače. Söder je do prejemnikov ALG II zavzel zelo strogo stališče. Med drugim se je zavzel za to, da se jim črta dopust, da se razširi spodbude za vstop v delovno razmerje, izboljša dodatne možnosti zaslužka ob začetku dela in hkrati zniža tekoča plačila za podporo.

### Vera
Leta 2006 je Söder v razpravi o risani seriji MTV Popetown z reklamo s smejočim se, s križa vstalim Kristusom , zahteval , da se v kazenskem pravu jasno prepove bogokletstvo . Da so cerkev in papeža zasmehovali v risanki za otroke, "nima nič več skupnega s satiro". Zahteval je, da je člen 166 Kazenskega zakonika treba razširiti.  Verski simboli bi morali biti "končno pravno zaščiteni".  Potem ko je Volker Beck izjavil, da 166 StGB "ni več v koraku s časom" in "relikvija iz obdobja pred razsvetljenstvom", je Söder odgovoril: "Volker Beck je zmešan." Izjavil je, da sta zaščita in spoštovanje verskih čustev med " temeljnimi vrednotami naše družbe". S CSU kazenskopravna prepoved bogokletstva "nikoli" ne bo odpravljena.. Namesto tega je treba odstavek zaostriti, da bi verske simbole bolje zaščitili pred blatenjem. 
V zvezi z odločitvijo bavarske deželne vlade na predlog Söderja 24. Aprila 2018, da od 1. Junija 2018 dalje visi križ v vsakem uradnem poslopju Bavarske   , je Söder pojasnil : "Križ ni znak religije"; križ odraža »našo bavarsko identiteto in način življenja«. Odločitev je sprožila kontroverzno razpravo po vsej Nemčiji. Predstavniki krščanskih cerkva se niso strinjali. Generalni sekretar CSU Markus Blume je kritike odločitve označil za "nesveto zvezo verskih sovražnikov in samozanikajočih".

Zvezni predsednik Frank-Walter Steinmeier se je distanciral od odločitve o križih:
Nisem sodnik za odločitve, sprejete na Bavarskem. Toda obstaja nekaj ustavnih meril, ki se te odločitve lahko da tičejo. Zvezno ustavno sodišče je pred dolgim časom leta 1995 razsodilo, da je križ bistvo krščanstva in da ga mora, kot je Kardinal Marx dejal, izpolniti ne država, temveč cerkev. Deželne vlade bi morale to upoštevati. Kot izpovedani kristjan pa mora tudi reči: "Kar nam v cerkvah ob nedeljah manjka, križ v uradih ne bo mogel nadomestiti."
Nekdanja predsednica sinode evangeličanske cerkve v Nemčiji Katrin Göring-Eckardt, vodja stranke Zelenih v nemškem Bundestagu, je odločitev označila za sramotno za kristjane. Predsednik FDP Christian Lindner je Söderju očital, da je križ razglasil za kulturni simbol in ga tako ločil od krščanskega pomena.  Nekdanji predsednik Bundestaga in politik SPD Wolfgang Thierse, član Centralnega komiteja nemških katoličanov (ZdK), je poudaril, da Söder krščanskega simbola križa ne sme izrabljati za svojo volilno kampanjo : Ustavni zakon je ideološko versko nevtralen, z drugo besedo odprt za vse vere. " 
"Križa ni mogoče predpisati" je nadškof Münchna in Freisinga ter predsednik katoliške nemške škofovske konference kardinal Reinhard Marx je Söderja nenavadno ostrio kritiziral  Ukrep je povzročil "razklanost, nemir, nasprotovanja". Kdor vidi križ le kot kulturni simbol, ga ni razumel. "Potem bi bil križ razlaščen v imenu države." Ni stvar države, pojasnjevati pomen križa" je dejal Marx v praznični izdaji Süddeutsche Zeitung. Je "znak nasprotovanja nasilju, krivicam, grehu in smrti, ne pa tudi znak nasprotovanja drugim". Marx je menil, da je socialna razprava o križu pomembna, vendar je bilo treba vključiti vanjo vse: kristjane, muslimane, Jude in tiste, ki sploh niso verni.  Katoliški pomožni škof v Münchnu Wolfgang Bischof je izjavil, da križ ni simbol za Bavarsko "in zagotovo ne logotip volilne kampanje"; Premierju se zdi, da je bavarska identiteta pomembnejša od križa. "Kdor želi ravnati v duhu križa, mora v središče svojih dejanj postaviti ljudi, zlasti ljudi v stiski." Glede verodostojnosti je primerno prepričati z dejanji namesto z v medijih učinkovito politiko simbolov.
Zveza nemške katoliške mladine Bavarske ( BDKJ ) in Evangeličanska mladina Bavarske ( EJB ) sta Söderju in njegovemu kabinetu poslali skupno odprto pismo  "Osebno šokirani in prizadeti" so zaradi odločitve, ki jo dojemajo kot "politično-nacionalno zaseganje" križa. 
Tudi predsednik sveta Evangeličanske cerkve v Nemčiji in regijski škof Evangeličansko-luteranske cerkve na Bavarskem Heinrich Bedford-Strohm je nasprotoval Söderju in izjavil, da je "križ predvsem verski simbol". Čeprav je pozdravil odločitev, da se namestijo križi v urade, je poudaril tudi, da ljudje, ki so krščanstvo sprejeli samo zato, da bi legitimirali svoje cilje, križa niso razumeli. Opozoril je pred "uporabo križa kot obrambo pred drugimi". To velja tudi za begunce. 
Regensburški škof Rudolf Voderholzer in evangeličansko-luteranski škof Hans-Martin Weiss pa sta križni odlok pozdravila v skupnem pismu.  Odločitev je pozdravil tudi nadškof Georg Gänswein.  Projekt je podprlo tudi društvo " Forum Nemški katoličani". "Naša kultura temelji na krščanskih temeljih". Križ je - v nasprotju s Söderjevo izjavo, da križ "ni znak religije" - "viden znak za vero, ki zahteva nenasilje, vključuje celo ljubezen do sovražnikov in spodbuja dobrodelnost", piše Forum Nemški katoličani. Križ nikogar ne ogroža in ščiti tudi ljudi drugih veroizpovedi in neverne. 
Po raziskavah na Bavarskem je Söderjev korak naletel na večino med 53 in 56 % volilnih upravičencev; pri 38 do 42 % je bilo proti odločitvi.   Po raziskavi Emnid pa obveznost imeti križ v uradih zavrača 64 % vseh Nemcev in tudi večina katoličanov in protestantov; 29. % vprašanih je bilo za.  Kolumna Spiegel On-Line je zadevo s križem ocenila kot reklamo CSU, da privabi volivce AfD na bavarskih deželnih volitvah leta 2018 

### Proti pomilostitvi terorista RAF Christiana Klarja
Ko je Söder maja 2007 sporočil, da bo v primeru pomilostitve nekdanjega terorista RAF Christiana Klarja odrekel glas Bavarske ob ponovnih volitvah takratnega zveznega predsednika Horsta Köhlerja, je to naletelo tudi na kritike v njegovih lastnih vrstah.  Söder se je že večkrat izrekel proti pomilostitvi Klarja, saj je Klar v priporu nadaljeval s svojo "protiimperialistično agitacijo". Klar ni bil pomiloščen, ampak je bil, tako kot drugi obsojeni morilci, predčasno izpuščen.

### Higiena prehrane
Za škandal s higieno pri Müller-Brotu (2010–2012), ko so sevelike količine ščurkov, mišjih iztrebkov in drugih onesnaževal znašle v kruhu za potrošnike, naj bi po informacijah tiska Söder kot minister za zdravje vedel e 2010.  Bavarski državni urad za zdravje in varnost hrane, ki mu je podrejen,je dokončno zaustavil proizvodnjo šele leta 2012. V razpravi o obveščanju potrošnikov je bilo pozvano, naj živilska predelovalna podjetja objavijo rezultate nadzora. 15 zveznih držav je glasovalo za uvedbo higienskega semaforja za prehrambena podjetja po vsej državi; Söder pa je postavil veto na Bavarsko in s tem preprečil njeno uvedbo. V zvezi s tem je predsednik Zveznega združenja inšpektorjev za živila izrazil tudi nerazumevanje za postopanje v primeru Müller-Brot. Nemogoče, da potrošnik ni slišal za 21 opravljenih kontrol od leta 2009 dalje, z njimi zvezane večkratne prepovedi prodaje izdelov in naloženih 69.000 evrov glob in kazni. 

### Spori z javnimi televizijskimi hišami
26. dne Oktobra 2012 je postalo znano, da je Söderjeva tiskovna predstavnica Ulrike Strauss po telefonu kritizirala Bayerischer Rundfunk zaradi poročila o takratnem okoljskem ministru Söderju, ki je po njenem mnenju imelo negativen ton. Po lastni izjavi je Straussova klicala brez Söderjeve vednosti. Poročilo po besedah Bayerischerja Rundfunka niso predvajali, vendar ne zaradi intervencije. 
Ob 3. Novembra 2012 je Spiegel Online zapisal, da naj bi Söder kot generalni sekretar med leti 2003 in 2007 večkrat skušal vplivati na poročanje ZDF; Med drugim je bil glede tega končal en klic pri direktorju ZDF Markusu Schächterju. Takrat je bil Söder član televizijskega sveta ZDF. Söder je skušal vplivati tudi na sezname gostov v jutranjem programu ZDF in v politični pogovorni oddaji Maybrit Illner. 
Potem ko je Söder leta 2015 uporabil gostovanje v BR - Daily-Soap Dahoam je Dahoam za naštevanje dosežkov državne vlade in njenega ministrstva, je združenje bavarskih novinarjev Bavarski radio BR obtožilo, da se pusti zlorabljati in da se od države ne drži trako daleč kot to zahteva zaton. Postopek je sprožil razpravo znotraj BR in v številnih medijih o bližini BR CSU.    Od takrat nastopi politikov v nadaljevankah niso več dovoljeni. 

### Stanovanjska gradnja
Kot rezultat katastrofe okoli Bayerische Landesbank ji je morala Bavarska krepko priskočiti na pomoč. Evropska unija je te subvencije dopustila le pod pogojem, da se Landesbank loči od svoje nepremičninske hčere GBW ali pa da velik del svojega nepremičninskega portfelja proda. Söder je bil proti, da se Bavarska priključi ponudnikom za 32.000 stanovanj GBW in jih tako skuša obdržati v javni lasti. Na koncu je na razpisu zmagalo podjetje Patrizia AG, ki je ponudilo več kot konzorcij prizadetih občin pod vodstvom glavnega mesta München. Söder je zagotovil "Socialno listino XXL" za zaščito najemnikov. Vendar so se zaradi vrzeli v kupoprodajni pogodbi združenja najemnkov na Bavarskem bedno pogosteje pritoževala zaradi preurejanja najemnih stanovanj v etažno lastnino, preprodaje stanovanj tretjim osebam in bolečih povišanj najemnin. 
Julija 2018 je Söder napovedal, da bo državna stanovanjska zveza, na novo ustanovljena pod imenom "BayernHeim", do leta 2025 na Bavarskem zgradila 10.000 poceni stanovanj.  Aprila 2019 je jasno zavrnil pozive, da se velika stanovanjska združena razlastijo, ker je med drugim utemeljil z ustavnimi pomisleki. 

### Grška državna dolžniška kriza
V okviru grške državne dolžniške krize je Söder po zmagi leve SIRIZE na parlamentarnih volitvah v Grčiji januarja 2015 svaril pred popuščanjem vladi novega grškega premierja Alexisa Ciprasa. Grčija mora spoštovati obstoječe pogodbe in obveznosti, odpust dolgov je nekoristen. Opisal je "osnovno evropsko soglasje" in poudaril, da Nemčija ne bi smela imeti dodatnih bremen. Ko se sklicuje na svoje prejšnje zahteve, da Grčija zapusti območje evra, Söder izjavil: "Vprašanje za Grexit trenutno ni umestno.“  Februarja 2015 je Söder posledice Grexita za druge države evra opisal kot obvladljive. Posledice za samo Grčijo je glede na pričakovano izgubo premoženja označil za "dramatične". Söder je glasoval za nepopustljiva pogajanja z grško vlado. 
Potem ko so referendum o reformia Grki dne 5. Julija 2015 zavrnili in je grški finančnia minister Yanis Varoufakis odstopil, je Söder Grexit označil za najbolj pošten in smiseln način iz krize. Če se popusti Grčiji, je menil, obstaja tveganje, da se bodo druge države obnašale na podoben način. Söder je odstop Varoufakisa razlagal kot "še en show element več v grški tragediji". 

### Neupoštevanje sodne odločbe kot predsednik vlade
Zaradi pravnomočne sodbe upravnega sodišča v Münchnu z dne 9. Oktobra 2012 je Bavarska leta 2012 morala sprejeti ukrepe za izboljšanje kakovosti zraka (Direktiva 2008/50 / ES). Zaradi vztrajnega zavračanja državne vlade, da izvrši sodno odločbo, je Sodišče Evropskih skupnosti  v zadnji instanci 19. decembra 2019 sprejelo odlok, da se za izvrševanje zakona ne samo sme ukazati pripor (tudi) za predsednika vlade, temveč da to zahteva zakonodaja Unije - to je obvezuje - pod pogojem, da nacionalna zakonodaja dovoljuje tak ukrep:
V primeru pa, da bi predložitveno sodišče ugotovilo, da v okviru presoje, obravnavane v točki 45 te sodbe, omejitev pravice do svobode zaradi uvedbe obveznega pripora ustreza v členu 52 (1) Pogodbe postavljenim predpogojem, bo pravo Unije ne le tak ukrep dovolilo, temveč ga bo tudi zahtevalo.

sklep Sodišča EU 19. decembra 2019

### Politika v okviru pandemije COVID-19
Od leta 2020 dalje je Markus Söder izstopal predvsem zaradi svojega strogega političnega tečaja pri obvladovanju koronske krize, oz. PandemijaeCOVID-19. Že na začetku pandemije je Söder videl Bavarsko kot obmejno regijo, ki se sooča z drugačnimi izzivi kot dežele v osrednji Nemčiji, zato je njegov kabinet kot ena prvih deželnih vlad odločil uvesti omejitve. Pri tem se je oprl na prejšnje izkušnje sosednjih držav, kjer so epidemije e napredovale in po pogovoru z avstrijskim kanclerjem Sebastianom Kurzom prilagodil koncept avstrijskim ukrepom.   Nekaj dni prej se Söder vzdržal, da bi lokalne volitve na Bavarskem preložil kot možen vir okužbe, saj so bili sprejeti vsi previdnostni ukrepi in je menil, da je nevarnost okužbe z obiskom volišča majhna.  Čeprav ga je v tem kontekstu kritizirala tudi javnost, so njegovo obravnavanje krize pohvalili po vsej državi.  Njegova odločitev je povzročila nekaj zmede pri nekaterih kolegih, saj so omejitve, za katere se je odločila Bavarska, objavili dva dni pred sklicem konference, na kateri naj bi se zedinili za enoten pristop. Premier Severnega Porenja - Vestfalije in kandidat za predsednika stranke CDU Armin Laschet naj bi Söderju očital kršitev izrecnega dogovora za skupno glasovanje. Na srečanju je Laschet predstavil svoj strateški dokument, ki ga je sestavil z enajstimi premierji. Tudi Manuela Schwesig, vodja vlade Mecklenburga - Predpomorjanske, naj bi Söderju očitala, da ni podpore enotne linije, zlasti glede na svojo vlogo kot vodja konference premierjev. Nadaljnje kritike sta izrazila Volker Bouffier (Hessen) in Stephan Weil (Spodnja Saška). Söder - ki je bil dolgo časa nekakšna pandamenična "Kasandra"- je bil pozneje zadovoljen s podobnimi sklepi zasedanja in zagovarjal izstopne odločitev Bavarske z dejstvom, da ni bilo mogoče čakati še dva dni dalje, saj je kriza deželo Bavarsko še posebej prizadela.   
V začetku aprila 2021 bo objavljeno, da je Söder kot bavarski premier podpisal predpogodbo za 2,5 milijona odmerkov ruskega cepiva Sputnik V.  Zaradi tega je bil Söder deležen kritik, tudi zveznega ministra za zdravje Jensa Spahna. 
Politolog Joachim Behnke povzema: „Nobenega objektivnega znaka ni, ki bi kazal, da je Söder kaj posebno uspešen kar se krize na Bavarskem tiče. Njegova zvezna dežela pri teh ključnih indikatorjih trajno zaostaja za drugimi.

### Boj za kandidaturo za kanclerja leta 2021
11. dne Aprila 2021 je Söder napovedal, da bo na voljo za morebitno kandidaturo za kanclerja CDU / CSU  vendar se bo odpovedal, če ga bo CDU zavrnila.  Prej je v številnih govorih in intervjujih vedno znova poudarjal, da je "njegovo mesto na Bavarskem".    Prav tako pa je Armin Laschet izjavil, da je pripravljen kandidirati za kanclerja, kar je privedlo do boja za kandidaturo.  Po glasovanju v odboru CDU za Armina Lascheta kot kancerskega kandidata Unije za kanclerja je Söder 20. aprila 2021 svojo kandidaturo umaknil. 

## Odziv
Leta 2009 je bil Söder gost v oddaji Harald Schmidt. Harald Schmidt je leta 2013 v intervjuju za FAZ poročal, da mu je Söder po oddaji razložil svoj pogled na razmerje med politiko in moralo. Citira ga: "Seveda morala v politiki ni kategorija, razen če želimo nekomu škodovati. " 
Na politični pepelnični sredi v Nockherbergu ga je kabaretistka Luise Kinseher leta 2016 obtožila "moralne disleksije". Söder je kritiziral formulacijo z utemeljitvijo, da se z boleznijo ni šaliti. 
Do zdaj sta na Söderju objavljeni dve biografiji, prvo leta 2018 (revidirano leta 2020) Roman Deininger in Uwe Ritzer, drugo leta 2021 Anna Clauß. Clauß piše: "Nihče ga nima posebno rad. Kljub temu pa mu vsi sledijo". V njem vidi "baročno in včasih bizarno zadovoljstvo ob zbujeni pozornosti"; sledi "splošni politični vremenski situaciji".

## Priznanja
- Bavarska ustavna medalja v srebrni barvi
- 2010: Bavarski red za zasluge
- 2013: "Sparlöwe" združenja davkoplačevalcev na Bavarskem za "odlične storitve davkoplačevalcem"
- 2014: Zlati nürnberški lijaki nürnberškega lijaškega karnevalskega društva e. V. 1909
- 2016: Ukaz proti resnosti
- 2018: Ukaz proti ljubosumnim kladivom letalske flote Nürnberga prinčevega karnevala [108]
- 2020: Naročilo Karla Valentina
- 2020: Bavarska ustavna medalja v zlatu [109]

## Vlade
- Kabinet Beckstein
- Kabinet Seehofer I
- Kabinet Seehofer II
- Kabinet Söder I
- Kabinet Söder II

## Objave
- Od starih nemških pravnih tradicij do modernih uredb skupnosti. Razvoj občinske zakonodaje na Bavarskem na desnem bregu Rena med letoma 1802 in 1818. Disertacija. Erlangen / Nürnberg 1998, DNB 953021262 .
- Z Helge C. Brixner (ur.) ): Začnite v prihodnost. Prihodnja deska. Akademija za politiko in tekoče zadeve, München 1998, ISBN 3-88795-145-X .
- S Petrom Steinom (ur.) ): Morala v kontekstu podjetniškega razmišljanja in delovanja. Akademija za politiko in tekoče zadeve, München 2003, ISBN 3-88795-262-6 ( PDF; 315 kB Arhivirano 2016-03-04 na Wayback Machine. ).